# 內地與澳門特別行政區關於相互承認高等教育學歷及學位的備忘錄
《內地與澳門特別行政區關於相互承認高等教育學歷及學位的備忘錄》是澳門和中華人民共和國中央政府在2019年簽訂的文件，訂明澳門副學士文憑持有人和中國內地高職（專科）畢業生能夠前往對方的司法管轄區攻讀學士學位。至於澳門和中國內地學士或以上程度學位的持有人，亦能到對方的司法管轄區攻讀碩士或博士學位。

## 雙方代表
- 澳門特別行政區政府社會文化司司長：譚俊榮
- 中華人民共和國教育部副部長：田學軍